# Continental Divide

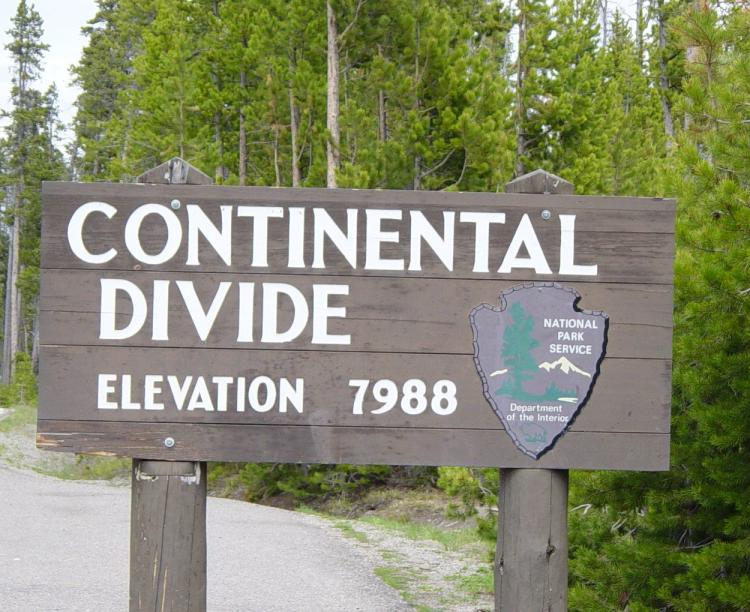
Continental Divide bij Nationaal park Yellowstone

De Continental Divide (ook wel Great Divide of Continentale waterscheiding) is een bergkam in Noord- en Midden-Amerika die fungeert als waterscheiding.
Dat wil zeggen dat hij de stroomgebieden van de verschillende rivieren op het continent die uitkomen in de Grote Oceaan scheidt van die van de rivieren die uitkomen in de Atlantische Oceaan.
In het algemeen wordt er met de Continentale Waterscheiding de bergkam van Alaska via Canada en de Verenigde Staten naar Mexico bedoeld. Het grootste deel van de waterscheiding volgt de Rocky Mountains in Canada en de Verenigde Staten. Er wordt ook over andere waterscheidingen gesproken, waarbij de Noordelijke IJszee en de Golf van Mexico meegenomen worden.
Het betreft hier echter een vereenvoudigde weergave van de werkelijkheid aangezien veel regenwater de oceanen nooit bereikt: er zijn namelijk verschillende endoreïsche bekkens, waarin de neerslag wordt opgeslagen in grondwaterbekkens en daarna verdampt. Het betreft hier onder andere het Grote Bekken met een oppervlakte van 520.000 km² in het westen van de Verenigde Staten en het Great Divide Basin met een oppervlakte van 10.000 km², dat in Wyoming midden op de continentale waterscheiding ligt.
Langs de continentale waterscheiding loopt de Continental Divide Trail, een langeafstandswandelroute van 5000 km tussen Mexico en Canada.
|  |  |